# 探検!秘境駅 〜超maniac travel guide〜
『探検!秘境駅 〜超maniac travel guide〜』（たんけん ひきょうえき ちょうマニアック・トラベル・ガイド）は、2012年4月5日から6月28日まで北海道テレビ放送（HTB）で放送されていた鉄道バラエティ番組である。『HTB深夜開拓魂』第7作。

## 概要
コラアゲンはいごうまんが、北海道にある秘境駅を訪ね、駅やその周辺にあるものを調査する。秘境駅ウォッチャーが、スタジオでそのVTRを見ながらコメントをする。1駅につき前編・後編と、2週（2回）に分けて放送する。

## 番組構成
前編の前半は、列車の車中からスタートし、まずナレーションで、札幌駅から秘境駅までのアクセスの方法が紹介される。その後、コラアゲンはいごうまんが車窓の紹介などをしながら、秘境駅到着を待つ。駅に着くと列車から降り、まずホームに降り立った感想を語る。そしてホームの状況、線路の配線や、駅舎のレポートをする。途中、駅周辺を空撮したシーンがあり、どのような場所に駅が建っているのかがわかるようになっている。最後にナレーションで駅の紹介ポイントをおさらいして駅のレポートを締めくくる。
後半は、駅周辺の紹介や、近隣住民のインタビューを通し、駅ができた頃から秘境駅になった現在までの歴史を紐解く。
後編は、近隣住民へ聞き込みをし、駅周辺の小さな観光スポットを探す。そして最後に、秘境駅から再び列車に乗り込み、車内で駅周辺を巡った感想を語り、それを川柳で締めくくり、レポートを終える。

## 出演者
- 秘境駅ウォッチャー
  - 六角精児（第1回 - 第6回、第11回 - 第13回）
  - 田中要次（第7回 - 第10回）
- 秘境駅トラベラー
  - コラアゲンはいごうまん（第1回 - 第11回、第13回、探検!秘境駅 〜超maniac travel guide〜スペシャル、探検!秘境駅 2012年秋スペシャル）
- ナレーション
  - 佐藤麻美（HTBアナウンサー）（第1回 - 第13回、探検!秘境駅 〜超maniac travel guide〜スペシャル）
  - 国井美佐（HTBアナウンサー）（探検!秘境駅 2012年秋スペシャル）

## 放送リスト
レギュラー放送
| 回         | 放送日        | 紹介された駅                                                                                      |
| ---------- | ------------- | ------------------------------------------------------------------------------------------------- |
| 1          | 2012年 4月5日 | 渡島沼尻駅（函館本線）                                                                            |
| 2          | 4月12日       | 渡島沼尻駅（函館本線）                                                                            |
| 3          | 4月19日       | 蕨岱駅（函館本線）                                                                                |
| 4          | 4月26日       | 蕨岱駅（函館本線）                                                                                |
| 5          | 5月3日        | 東山駅（函館本線）                                                                                |
| 6          | 5月10日       | 東山駅（函館本線）                                                                                |
| 7          | 5月17日       | 豊ヶ岡駅（札沼線・愛称：学園都市線）                                                              |
| 8          | 5月24日       | 豊ヶ岡駅（札沼線・愛称：学園都市線）                                                              |
| 9          | 5月31日       | 浜田浦駅、汐見駅（日高本線）                                                                      |
| 10         | 6月7日        | 浜田浦駅、汐見駅（日高本線）                                                                      |
| 11         | 6月14日       | 上白滝駅（石北本線）                                                                              |
| 12         | 6月21日       | 六角精児オススメの秘境駅 （下白滝駅・旧白滝駅・白滝駅（石北本線）、古瀬駅・初田牛駅（根室本線）） |
| 13         | 6月28日       | 糠南駅（宗谷本線）                                                                                |
| スペシャル | 7月7日        | 第1回 - 第13回の総集編＋北星駅                                                                    |

スペシャル放送
主にJR北海道管内の鉄道路線廃線に関連して以下のスペシャルを放送。
| 副題                                    | 放送日・時間               | 主な内容                                                           |
| --------------------------------------- | -------------------------- | ------------------------------------------------------------------ |
| 2012年秋スペシャル                      | 2012年11月24日             | 木古内駅、神明駅、宮越駅、江差駅（江差線）                         |
| 2013夏                                  | 2013年7月26日              | 小幌駅、日高本線、上白滝駅・糠南駅各前編                           |
| ありがとう札沼線                        | 2020年5月9日 11:10 - 11:40 | 札沼線（北海道医療大学 - 新十津川間）最終運行関連報道映像+第7・8回 |
| ありがとう日高線・ 廃線とともに消える駅 | 2021年4月5日 0:30 - 0:59   | 第9回+日高本線（鵡川 - 様似間）廃線後汐見駅取材映像                |

## 放送局・放送時間
| 放送局                                        | 放送時間                                                                | 放送期間                                                                 | 備考      |
| --------------------------------------------- | ----------------------------------------------------------------------- | ------------------------------------------------------------------------ | --------- |
| 北海道テレビ放送（HTB） 『探検!秘境駅』制作局 | 木曜日24:50 - 25:05（レギュラー放送） 土曜日9:00 - 9:30（スペシャル版） | 2012年4月5日 - 6月28日（レギュラー放送） 2012年7月7日[6]（スペシャル版） |           |
| 福島放送（KFB）                               | 土曜日11:30 - 11:45                                                     | 2012年7月14日 - 10月6日                                                  | 3ヵ月遅れ |
| 鉄道チャンネル（CS放送）                      | 不定期                                                                  | 2013年1月18日 -                                                          | 9ヵ月遅れ |

## テーマ曲
- オープニング：映画『風雪との斗い』より
- エンディング：『blink』（REVOLVER AHOSTER）

## スタッフ
- 企画・プロデュース：小平伸
- プロデューサー：戸島龍太郎
- ディレクター：窪井響、南部健吾、工藤遼、須田慶太、加藤和弥
- カメラ：小山康範
- 音声：佐貫亮太
- 音響：百石仁（FiXE）
- 美術：BgBee
- WEB：HTBポッドキャスト1号[7]
- 制作著作：北海道テレビ放送